# Keroplatus reaumurii
Keroplatus reaumurii är en tvåvingeart som först beskrevs av Dufour 1839.  Keroplatus reaumurii ingår i släktet Keroplatus och familjen platthornsmyggor. Inga underarter finns listade i Catalogue of Life.